# 江秉謙
江秉謙（1580年—1625年），字兆豫，號瞻城，南直隸徽州府歙縣（今安徽省歙县）人，民籍，明朝政治人物，萬曆進士，官至監察御史。

## 生平
萬曆三十七年（1609年）己酉科應天鄉試第八十二名舉人，萬曆三十八年（1610年）聯捷庚戌科會試二百二十一名，第三甲第三十五名進士。工部觀政，授浙江寧波府鄞縣知縣，四十年任本省同考，四十四年行取留部。四十六年考選，授山西道監察御史。
天启初，沈阳失陷，朝士多思熊廷弼，江秉謙力颂廷弼保疆之功，得罪兵部尚书张鹤鸣。后又与惠世扬、周朝瑞等上疏诋中官刘朝及客氏，免官家居。闻魏忠贤乱政，忧愤卒。崇祯初，追复原官，崇祀鄕賢祠。《明史》有傳。

## 家族
曾祖江廷俊，義官；祖江濟，贈新安衛武略將軍；父江應曉，贈文林郎浙江鄞县知縣；前母胡氏；母汪氏（贈孺人）。永感下。兄秉思（王府典膳）；騰蛟（承差），弟騰鯉（太學生）；秉厚（府庠生）；騰鯤（監生）；秉羔（禮部儒士）；秉薰（禮部儒士）；秉樞。
子玉氷（庠生）；玉波（庠生）；玉荷；玉瀫；玉硡。

## 遺跡
歙縣城內有紀念江應曉、江秉謙父子的豸绣重光坊，至今尚存。

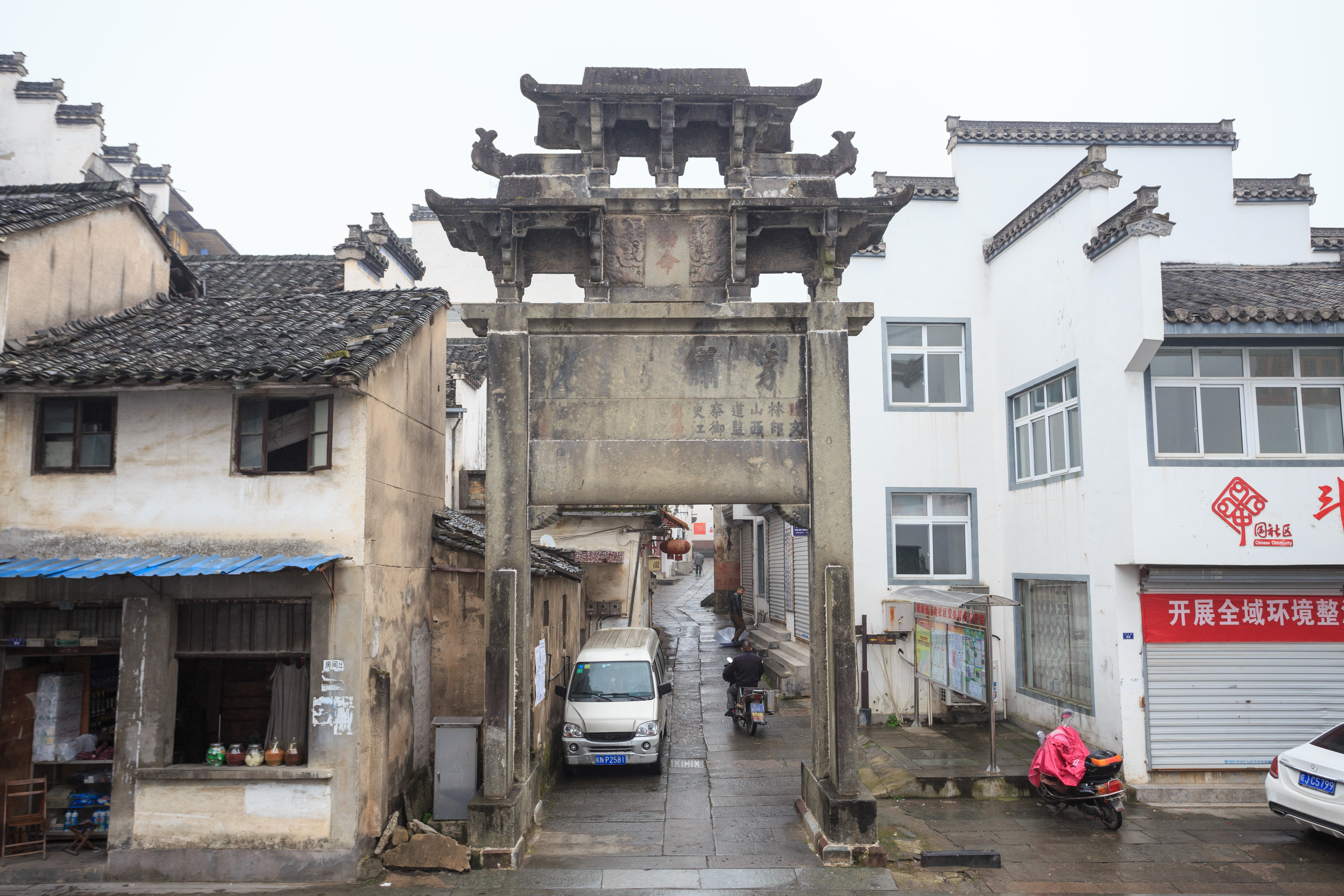
“豸绣重光”坊正面觀
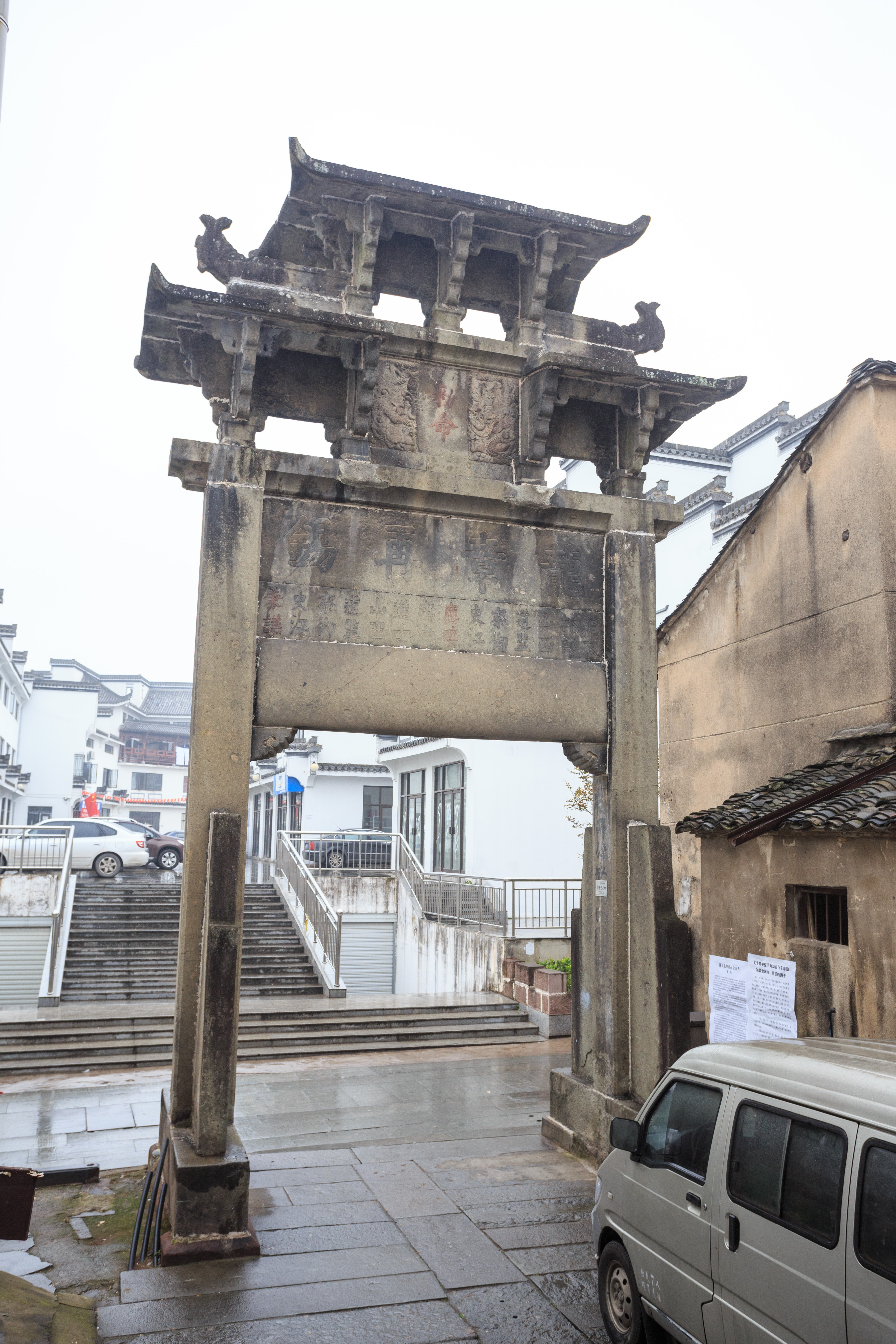
“豸绣重光”坊背面觀
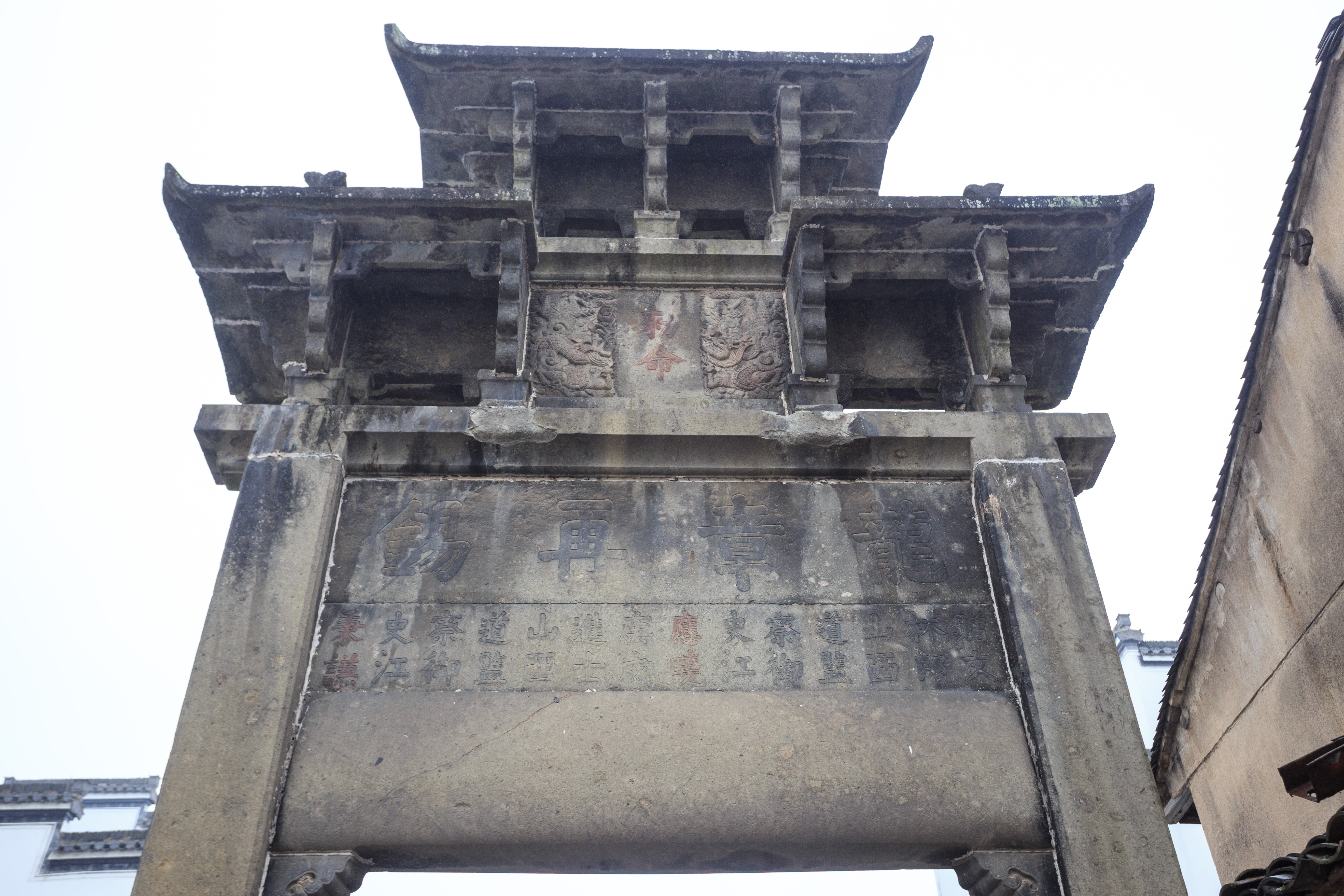
“豸绣重光”坊背面局部
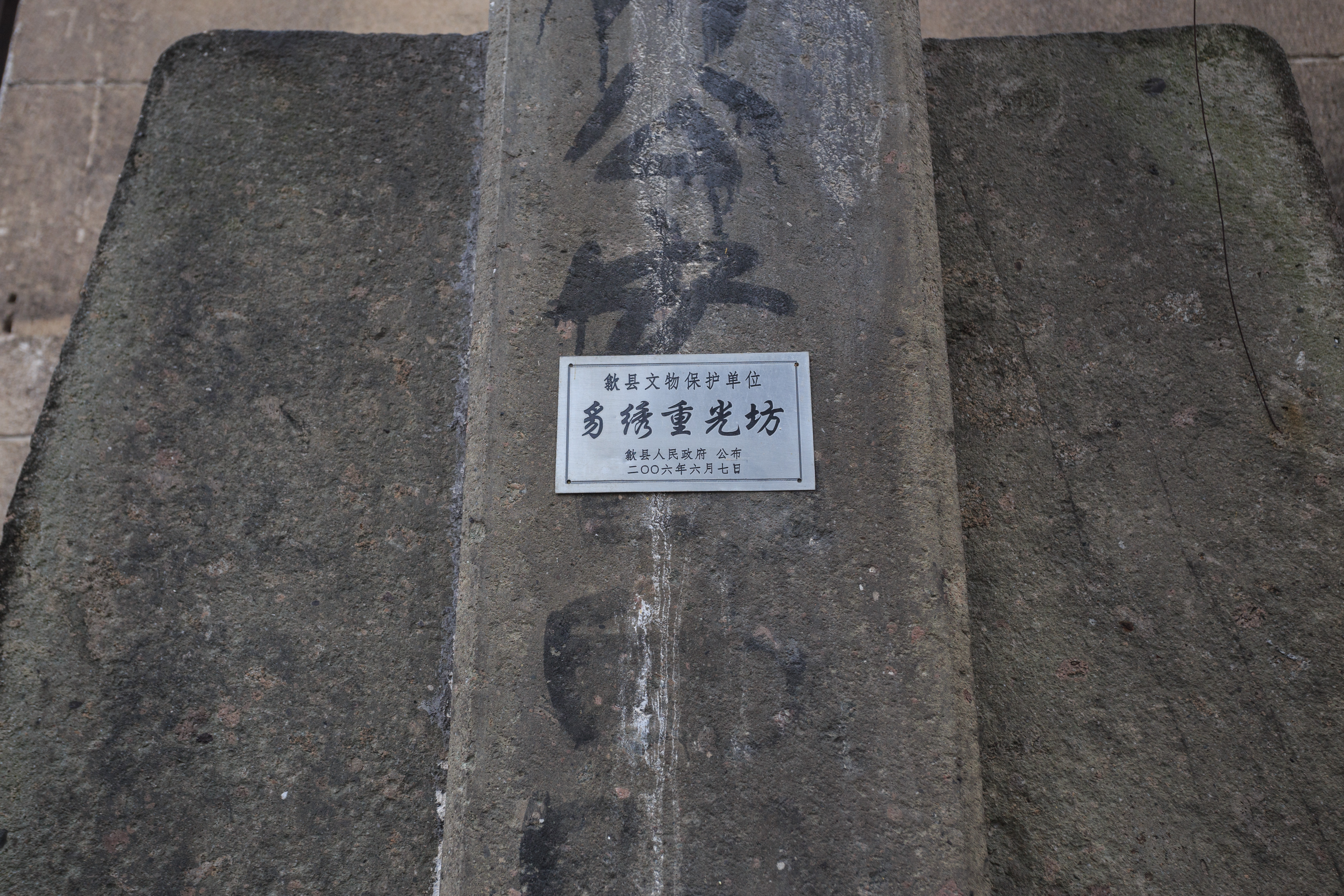
“豸绣重光”坊縣文保標牌

## 延伸阅读
[在维基数据编辑]
 《明史卷二百四十六》，出自《明史》